# Ipomoea simonsiana
Ipomoea simonsiana är en vindeväxtart som beskrevs av Alfred Barton Rendle. Ipomoea simonsiana ingår i släktet praktvindor, och familjen vindeväxter. Inga underarter finns listade i Catalogue of Life.